# Nederlands-Turkse betrekkingen
De Nederlands-Turkse betrekkingen zijn de internationale betrekkingen tussen Nederland en Turkije. Het was in 1612 de Nederlandse diplomaat Cornelis Haga die het recht van de Turkse sultan Ahmed I verkreeg om onder Nederlandse vlag handel te drijven in Istanboel. Hiermee was het Ottomaanse Rijk het vierde land (na Spanje, Frankrijk en Engeland) dat de onafhankelijkheid van de Republiek der Verenigde Nederlanden erkende. De eerste onderlinge economische en culturele contacten tussen de twee landen ontstonden echter al enkele decennia eerder, halverwege de 16e eeuw. In 1923 was Nederland het eerste land dat de onafhankelijkheid van de Turkse Republiek erkende.

## Landenvergelijking
|                 | Nederland                                            | Turkije                                            |
| --------------- | ---------------------------------------------------- | -------------------------------------------------- |
| Bevolking       | 17.280.397 (2020)                                    | 82.017.514 (2020)                                  |
| Oppervlakte     | 41.543 km²                                           | 783.562 km²                                        |
| Dichtheid       | 416/km² (2020)                                       | 104,7/km² (2020)                                   |
| Hoofdstad       | Amsterdam                                            | Ankara                                             |
| Regeringsvorm   | Constitutionele monarchie - Parlementaire democratie | Presidentiële republiek - Parlementaire democratie |
| Officiële talen | Nederlands                                           | Turks                                              |
| BBP             | € 838.036 miljard (€ 49.765 per persoon) (2014)      | $ 820.827 miljard ($ 11.277 per persoon) (2013)    |

## Geschiedenis

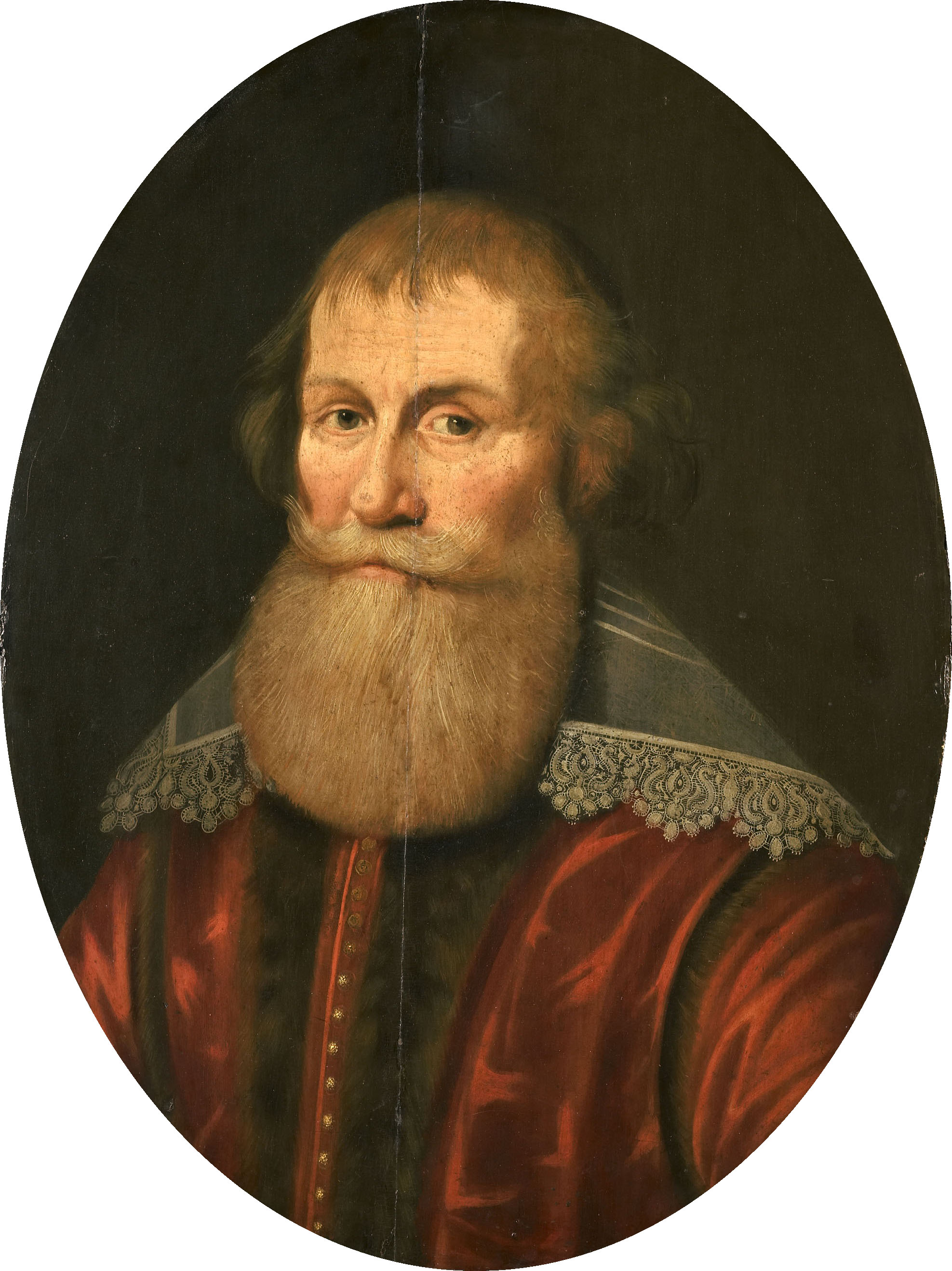
Cornelis Haga, de grondlegger van de Turks-Nederlandse betrekkingen

De eerste handelscontacten tussen Nederland en Turkije stammen uit de middeleeuwen, toen Nederlanders, veelal op doorreis naar het Heilige land, als pelgrim of op kruistocht, het Byzantijnse Rijk (het oostelijk deel van het Romeinse Rijk) bezochten. In de 16e eeuw namen de handelscontacten toe. Tijdens de Tachtigjarige Oorlog was het Ottomaanse Rijk een bondgenoot van de Republiek der Zeven Verenigde Nederlanden in de de strijd tegen Spanje. Tijdens het twaalfjarige bestand onthielden de Staten-Generaal elke maritieme steun aan de Turken. Een gehucht in Zeeuws-Vlaanderen kreeg van Prins Maurits de naam Turkeye. Bij de hagenpreken werd - onder het motto "Liever Turks dan paaps" - vaak verwezen naar de religieuze tolerantie van de Ottomaanse sultan, wat tot een voorbeeld verwerd van de protestanten.
In 1612 kwam de eerste Nederlandse ambassadeur, Cornelis Haga, in Istanboel aan en werden diplomatieke betrekkingen aangeknoopt. Ook culturele overwegingen speelden een rol in de Nederlandse belangstelling voor het Ottomaanse Rijk. Zo vonden bijvoorbeeld zeldzame manuscripten hun weg naar Nederlandse bibliotheken. Eind zestiende eeuw kwam de tulp vanuit Kazachstan naar Europa, die in Nederland eerst tot een periode van tulpengekte leidde en zich langzamerhand tot nationaal symbool ontwikkelde. De oosterse literatuur die veel Nederlanders op hun reizen door het Ottomaanse Rijk verzamelden vond zijn weg naar de universiteit van Leiden, die hierdoor de belangrijkste plek werd voor Europese onderzoekers naar oosterse geschiedenis, talen en culturen.
De handelsbetrekkingen bleven zich voorspoedig ontwikkelen. Vanaf de 17e eeuw vestigen zich enkele honderden handelaren uit de lage landen in de belangrijkste Ottomaanse steden. Nadat Cornelis Haga in deze steden, zoals Thessaloniki, İzmir en Aleppo, consulaten had opgezet versterkte de positie van Nederland in de Levantijnse handel. De handel concentreerde zich voornamelijk rond Izmir, waar in de tweede helft van de 17e eeuw al 15 Nederlandse handelshuizen stonden. Dit zou in de komende eeuwen blijven groeien tot ruim 20 pakhuizen in de 19e eeuw. Enkele Nederlandse families bleven tot in de 20e eeuw in Izmir handel drijven, en nazaten van Nederlandse handelaren wonen ook in de 21e eeuw nog in Turkije.
Een deel van deze Nederlandse handelaren waren in feite Sefardische Joden die eerst uit Iberië waren gevlucht naar Nederland. Zij hadden van de handelsmogelijkheden in het Ottomaanse Rijk gehoord via hun familie of handelsrelaties die de andere kant op waren gevlucht. Nederlanders hadden een wat bevoorrechte positie binnen het Ottomaanse Rijk; zo hoefden zij geen belasting te betalen en konden zij zich vrij door het Rijk bewegen. Voor Nederlands-Sefardische Joden speelde ook mee dat zij hun geloof konden belijden.
Vanuit deze vriendschappelijke en economische achtergrond heeft Nederland een wat uitzonderlijke positie ten opzichte van Turkije vergeleken met andere West-Europese landen. De Nederlander Pieter van Woensel, een arts uit de 18e eeuw, is een van de weinige West-Europese schrijvers die openlijk over een genocide op de Tataren spreekt tijdens de Russisch-Turkse oorlogen op zijn reis door delen van Rusland en het Ottomaanse Rijk. In de 19e eeuw maakt de Nederlandse schilder Marius Bauer reizen door het Ottomaanse Rijk, waar hij veel interesse toont in de islamitische bevolking en architectuur. Dit is bijzonder omdat de meeste Europese intellectuelen (met name schrijvers) op hun reizen door het Rijk voornamelijk oog hadden voor de christelijke minderheden. Tijdens de Turkse Onafhankelijkheidsoorlog in de 20e eeuw spreken Nederlandse kranten openlijk hun steun uit aan de Turken, wat een opmerkelijke positie was in Europa gezien belangrijke handelspartners van Nederland zoals Engeland, Frankrijk en Italië in deze oorlog verwikkeld waren tegen de Turken. Uiteindelijk zou het aan het begin van de 21e eeuw ook onder Nederlands voorzitterschap zijn dat de toetredingsonderhandelingen van Turkije tot de EU worden ingezet.
Na de stichting van de Turkse Republiek in 1923 sloot Nederland in 1924 een vriendschapsverdrag met Turkije. In 1935 werd onder auspiciën van Koningin Wilhelmina en president Atatürk een Nederlands-Turkse vereniging opgericht. Nederlandse bedrijven bleven belangstelling voor Turkije tonen: zo vestigden onder meer Philips, Unilever, Shell en de Hollandsche Bank-Unie (later overgenomen door ABN-AMRO) zich in Turkije. In 1958 werd het Nederlands Historisch-Archeologisch Instituut in Istanbul (thans: Nederlands Instituut in Turkije) gevestigd.
Een Associatieovereenkomst tussen de Europese Unie en Turkije werd in 1963 ondertekend waarna Turkse gastarbeiders vanaf 1964 naar Nederland kwamen. In de jaren na de staatsgreep van 1980 kwam een groep vluchtelingen naar Nederland. Heden ten dage zijn er in Nederland ruim 360.000 inwoners van Turkse afkomst. Het openstellen van de Turkse economie na het herstel van de democratie in 1983 leidde tot een intensivering van de handelsbetrekkingen.

### Viering 400 jaar bilaterale betrekkingen

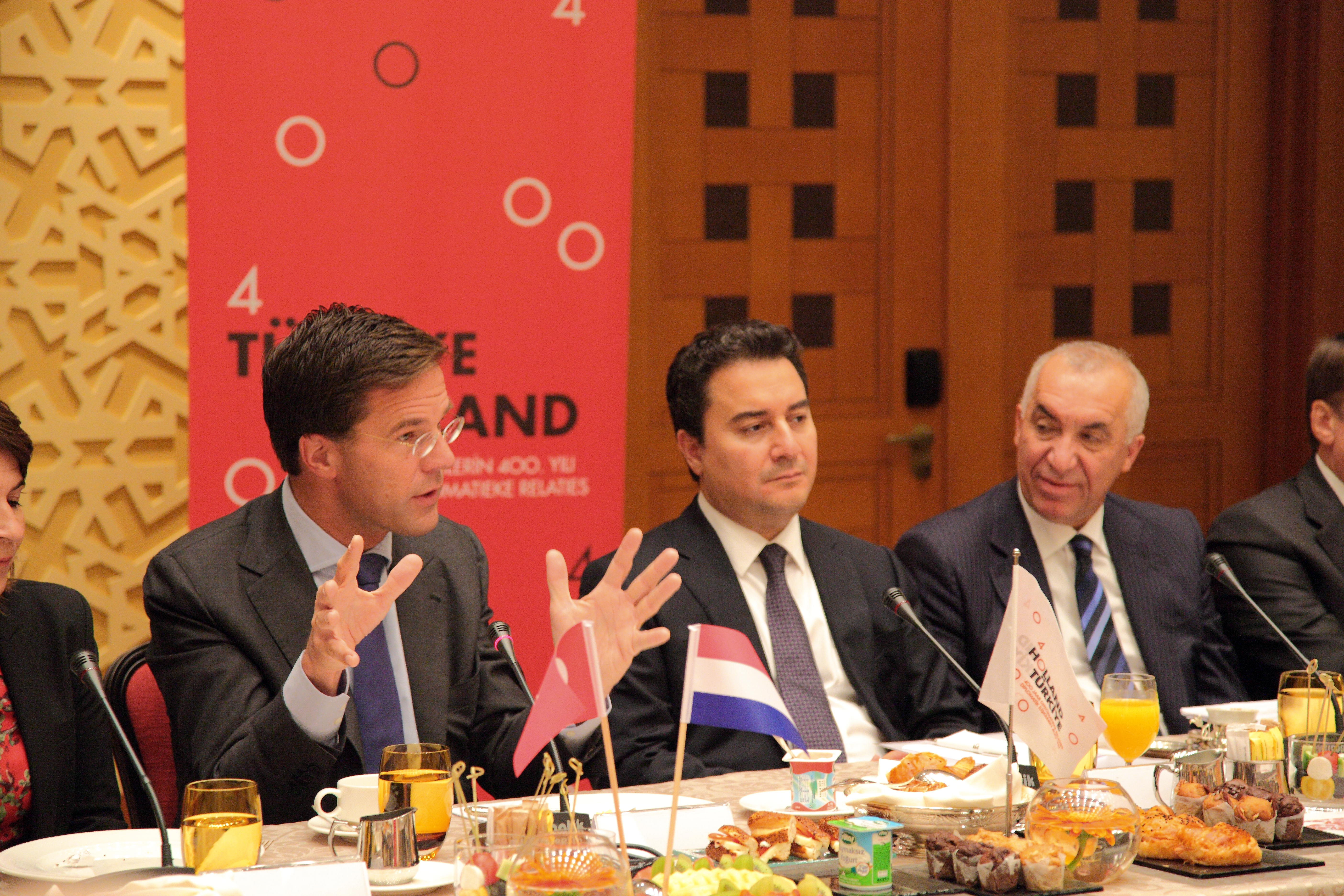
Premier Mark Rutte en minister Ali Babacan op een bijeenkomst tijdens de viering van 400 jaar vriendschappelijke relaties.

In 2012 werd het 400-jarig jubileum van de vriendschap tussen Turkije en Nederland gevierd. Om dit vier eeuwen bestaan te vieren werden in beide landen veel cultuurhistorische evenementen georganiseerd. De plannen werden al bedacht tijdens de kabinetsperiode van Balkenende en werden voortgezet door het kabinet onder leiding van premier Mark Rutte. Bij het Ministerie van Buitenlandse Zaken werd een speciale vertegenwoordiger aangesteld die zich met de viering bezighield en alle activiteiten coördineerde. Oud-minister Ben Bot zei in het kader van de vieringen: "Turkije is een van de weinige landen waarmee de band nooit is onderbroken, ook niet tijdens oorlogen of wat voor ellende ook. Dat is zeer uitzonderlijk."
De viering begon halverwege april 2012 met de opening van het Turkse paviljoen op de Floriade 2012 in Venlo door de Turkse president Abdullah Gül, wiens naam in het Turks overigens "roos" betekent. De meeste activiteiten vonden plaats tussen maart en november 2012. Van 17 tot en met 19 april 2012 bracht de Turkse president een staatsbezoek aan Nederland, dat enigszins tumultueus verliep, vanwege protest van Geert Wilders tegen de komst van Gül naar Nederland. Van 13 tot en met 15 juni 2012 bracht koningin Beatrix een officieel bezoek aan Turkije.

## Politiek

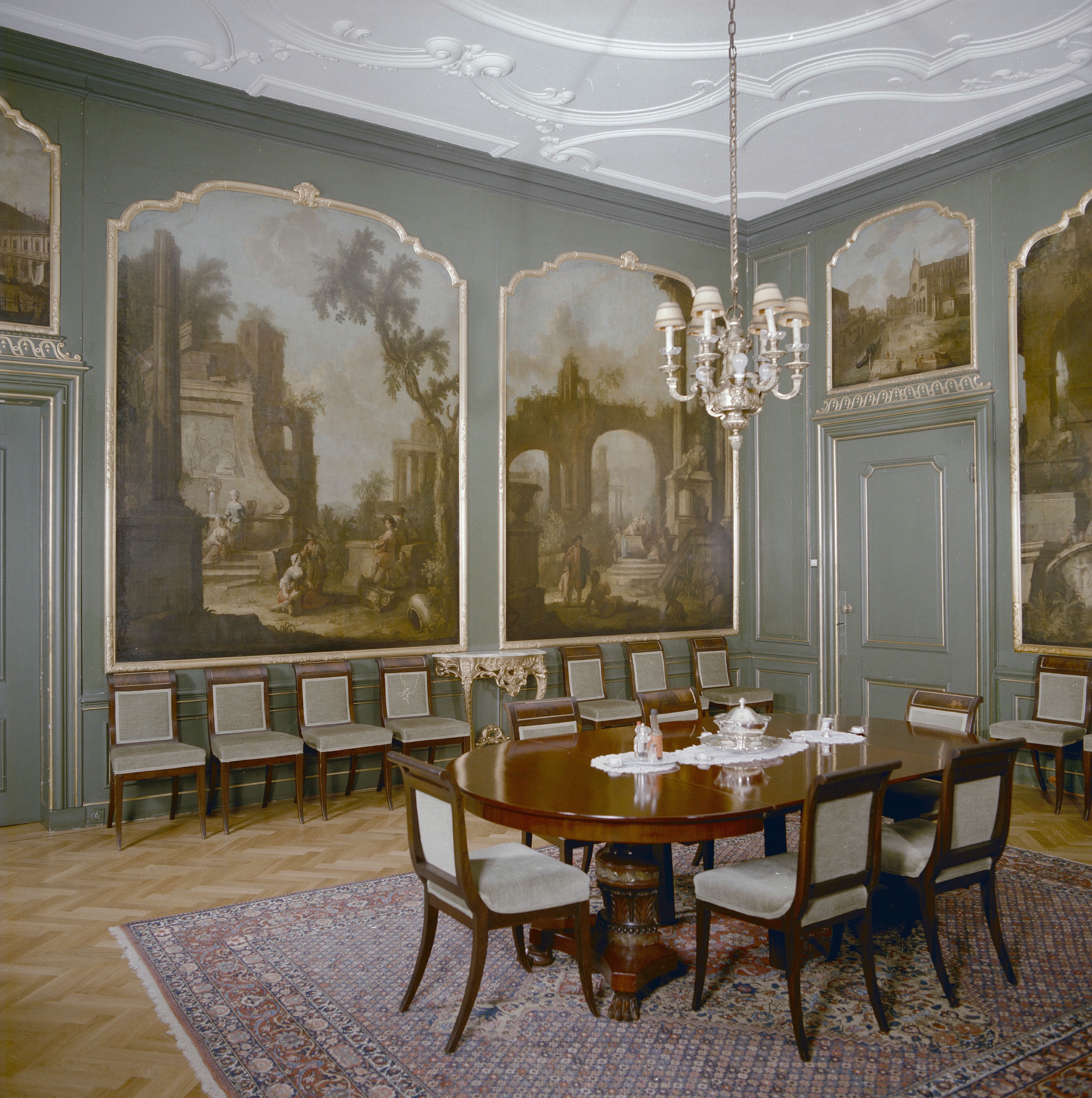
De eetkamer van de Turkse Ambassade in Den Haag.

Kenmerkend voor de band tussen de beide landen is het grote aantal wederzijdse bezoeken van politici en bestuurders dat van oudsher plaatsvindt.
Mede in het kader van het Maatschappelijke Transformatie (Matra) programma heeft Nederland sinds 1994 actief bijgedragen aan de bevordering van de veiligheid, samenwerking en de overgang naar een pluriforme, democratische rechtsstaat in de landen in Midden- en Oost-Europa. Sinds 2001 valt ook Turkije onder het bilaterale Matra Programma. Hiermee ondersteunt Nederland, middels instrumenten van het Matra pre-accessieprogramma, Matra-klassiek en Kleine Ambassade Projecten, activiteiten die het proces van verandering stimuleren van de staat, zijn instituties, organisaties van burgers en hun onderlinge verbanden. Een en ander vindt mede plaats tegen de achtergrond van de toenemende Europese integratie in het algemeen en de EU-uitbreiding in het bijzonder.
De Nederlandse vertegenwoordiging in Turkije bestaat uit de Ambassade in Ankara en het Consulaat-Generaal in Istanboel. De Ambassade in Ankara houdt zich onder meer bezig met politiek, economie, asielzaken, milieu, landbouw, natuurbeheer en visserij, defensie, sociale zaken, culturele samenwerking, consulaire aangelegenheden. De handelsafdeling richt zich met name op het beantwoorden van schriftelijke handelsaanvragen, het volgen van de macro-economische ontwikkelingen en het bijstaan van bedrijven bij het contact met de Turkse overheid.
Het Consulaat-Generaal te Istanboel is gericht op economische, culturele en consulaire aangelegenheden. Istanboel is de economische hoofdstad van Turkije en het overgrote deel van het internationale bedrijfsleven heeft er zijn hoofdkantoren gevestigd. Bij het Turkse bedrijfsleven (met name het midden- en kleinbedrijf) bestaat een groeiende belangstelling voor Nederlandse producten.
Nederland en Turkije zijn beide lid van de Raad van Europa, de Noord-Atlantische Verdragsorganisatie (NAVO), de Organisatie voor Economische Samenwerking en Ontwikkeling (OESO), de Organisatie voor Veiligheid en Samenwerking in Europa (OVSE), de World Trade Organization (WTO) en de Unie voor het Middellandse Zeegebied. Ook is Nederland een lid van de Europese Unie en Turkije een kandidaat-lid.

### Wittenburg-conferentie
De Wittenburg-conferentie is een Nederlands-Turkse bijeenkomst die om en om in Nederland en Turkije wordt gehouden. De bijeenkomst is bedoeld om de onderlinge samenwerking te verbeteren. Er wordt gesproken over sociale, economische, culturele en veiligheidsthema's.

### Affaire Yunus
In maart 2013 uitte premier Erdoğan tijdens een officieel bezoek aan Nederland kritiek op de opvang bij lesbische pleegouders van het Turks-Nederlandse pleegkind Yunus. Vicepremier Lodewijk Asscher vond de bemoeienis van Turkije ‘volstrekt ongepast’ en noemde het ‘aanmatigend’ als een buitenlandse mogendheid een oordeel heeft over het beleid van de Nederlandse pleegzorg. Erdoğan wilde dat het Turkse ministerie van familiezaken en het Ministerie van Veiligheid en Justitie met elkaar zouden overleggen over de opvang van kinderen van Turkse afkomst, maar premier Mark Rutte wees dit voorstel af. Rutte verklaarde dat bij plaatsing van een kind in een pleeggezin altijd wordt gekeken of zijn achtergrond overeenkomt met die van het pleeggezin. Als dat niet lukt, gaat het belang van het kind voor en wordt er geen onderscheid gemaakt op basis van geloof of seksuele geaardheid. De kwestie bleek door verschillende Nederlandse media onzorgvuldig te zijn verslagen. Zo zou volgens sommige media Bureau Jeugdzorg hebben gemeld dat de pleegouders met het kind waren ondergedoken na dreigementen, terwijl volgens Bureau Jeugdzorg slechts was gemeld dat werd overwogen de pleegouders en het kind tijdelijk elders onder te brengen. Door enkele Turkse Nederlanders werd opgeroepen tot een demonstratie, waarbij slechts 40 mensen aanwezig waren. Tegelijkertijd waren er echter ook vier demonstraties tegen de komst van premier Erdoğan.
Enkele media meldden in maart 2013 dat Turkije zich tot het Europees Hof voor de Rechten van de Mens wilde wenden om de hereniging van Yunus met zijn biologische ouders af te dwingen. Een dergelijke stap werd echter ontkend door de Turkse regering en is ook niet genomen.

### Arrestatie en uitwijzing van Nederlandse journalisten
In een ofwel zeer ongelukkige samenloop van omstandigheden, of een (on)diplomatieke schoffering van Nederland, werd tijdens het bezoek van de Nederlandse minister van buitenlandse zaken Bert Koenders aan Turkije op 6 januari 2015 de Nederlandse journaliste Fréderike Geerdink gearresteerd op verdenking van het verspreiden van "propaganda voor een terroristische organisatie en negatieve uitingen tegen de regering". Op hetzelfde moment gaf president Erdoğan een toespraak waarin hij zei dat er "nergens in de wereld, ook niet in Europa, een vrijere pers is dan in Turkije". De arrestatie leidde tot een schokgolf in Turkije en Nederland. Het is de eerste keer sinds 1996 dat een buitenlandse journalist verdacht is van zulke zaken. Tijdens haar verhoor werd ze gevraagd of ze een 'buitenlandse agent' was. Na enkele uren werd Geerdink in vrijheid gesteld, mogelijk onder invloed van minister Koenders.
Op de tweede dag van het bezoek van Koenders werd nog een Nederlandse journalist korte tijd vast gehouden, Mehmet Ülger. Volgens Ülger was het een pesterij gericht aan het adres van de nieuwe minister Koenders. Koenders was juist naar het land afgereisd om de relatie te verbeteren. Nederland was traditioneel de grootste bondgenoot van Turkije binnen de EU; zo was het Nederland dat de aanzet tot de lidmaatschapsonderhandelingen gaf, en is de rapporteur voor de voortgang aan het Europees parlement altijd een Nederlander geweest. Enkele weken voor de gebeurtenis was de relatie al op een dieptepunt beland, toen Nederland als enig EU-lid voorstelde om de toetredingssteun voor Turkije drastisch te verlagen wegens voortdurende mensenrechtenschendingen en een publicatie op de website van het Turkse ministerie van buitenlandse zaken waarin elementen van de Nederlandse samenleving 'racistisch' werden genoemd.

### Maart 2017, diplomatiek conflict naar aanleiding van geweigerde ministers
In het kader van een referendum over een grondwetswijziging voerden diverse Turkse ministers begin 2017 campagne voor de 'ja'-stem onder hun in Europa verblijvende staatsburgers. Dit leidde in diverse landen tot een diplomatiek conflict, dat in Nederland snel escaleerde. De Nederlandse regering, met de eigen Tweede Kamerverkiezingen op komst, verklaarde het voeren van campagne ongewenst en probeerde de Turkse ministers te weren.
De Turkse minister van Buitenlandse Zaken, Mevlüt Çavuşoğlu, wilde op 11 maart 2017 een toespraak houden op een bijeenkomst bij het Turkse consulaat te Rotterdam. Op 6 maart gaf minister van buitenlandse zaken Bert Koenders in een note verbale aan dat dit niet toegestaan zou worden. Hierop was er telefonisch contact tussen Koenders en Çavuşoğlu, alsmede tussen de premiers Mark Rutte en Binali Yıldırım. De Nederlandse regering verklaarde in persberichten dat een bezoek ongewenst was om redenen van openbare-ordehandhaving; de Turkse gemeenschap in Nederland was vanuit Turkije opgeroepen massaal deel te nemen aan de manifestatie. De Nederlandse en Turkse autoriteiten waren nog in gesprek over een compromis, toen de Turkse minister, in reactie op steeds weer nieuwe Nederlandse eisen die als voorwaarde voor het bezoek gesteld werden, in een televisie-uitzending dreigde Nederland te treffen met politieke en economische sancties, mocht hij geen toestemming krijgen. In verwijzing hiernaar brak de Nederlandse regering de onderhandelingen af en trok de landingsrechten in van het vliegtuig dat de minister vervoerde.
De Turkse regering reageerde door minister van Familiezaken Kaya te sturen. Die was al in Duitsland en toog per auto naar Rotterdam, waar ook een menigte Turkse Nederlanders zich verzamelde bij het consulaat, daartoe opgeroepen door de Union of European Turkish Democrats. Burgemeester Ahmed Aboutaleb, naar eigen zeggen 'misleid' door de Turkse consul-generaal, stelde een noodverordening in en zond de ME om de demonstranten in bedwang te houden. De politie hield Kaya uit het consulaat (waar zij onschendbaarheid zou hebben genoten) en verzocht haar Nederland zo snel mogelijk weer te verlaten. Haar lijfwacht en de Turkse consul van Deventer werden gearresteerd. Kaya weigerde eerst zelfs maar haar auto te verlaten. Toen men een takelwagen liet komen en die aanstalten maakte haar met auto en al op een oplegger te tillen en naar Duitsland te transporteren, verliet ze haar voertuig. Na een urenlange patstelling werd zij onder luid protest aan het begin van de nacht onder gemaskerde politiebewaking in een Nederlandse auto naar de Duitse grens gebracht, waar ze in een Nijmeegs politiebureau met haar lijfwacht en automobiel werd verenigd en door een Duits politie-escorte de grens overgebracht. Indertijd nam de pers aan dat ze tot ongewenst vreemdeling was verklaard. Later bleek dat nooit gebeurd te zijn: juridisch gezien was ze vrijwillig vertrokken. Turkije stelde daarop diplomatieke sancties in tegen Nederland; in Rotterdam braken die nacht rellen uit.
Eerder op de dag had president Erdoğan Nederland fascistisch en nazistisch genoemd. Ook zei hij dat Nederland zware sancties te wachten stond na de weigering en uitzetting van de diplomaten. De Nederlandse ambassadeur, die op dat moment niet in Turkije was, werd niet toegestaan naar zijn post in Ankara terug te keren, en de Turkse ambassadeur in Den Haag werd in juni teruggehaald naar Turkije. In februari 2018 besloot het Nederlandse kabinet de ambassadeur in Turkije formeel terug te trekken.

## Diplomatie
| Van het Koninkrijk der Nederlanden - Ankara (ambassade) - Istanbul (consulaat-generaal) - Antalya (consulaat) - Gaziantep (consulaat) - Iskenderun (consulaat) - İzmir (consulaat) - Marmaris (consulaat) |  | Van de Republiek Turkije - Den Haag (ambassade Jan Evertstraat 15) - Amsterdam (consulaat, Museumplein 17) - Rotterdam (consulaat-generaal, Westblaak 2) - Deventer (consulaat, Keizerstraat 8) - Willemstad (ereconsulaat) |

## Economie
De handelsbetrekkingen tussen Turkije en Nederland worden tegenwoordig gekenmerkt door een omvangrijke Nederlandse export naar Turkije, die in 2006 3,3 miljard euro bedroeg. De belangrijkste exportproducten zijn machines en vervoermaterieel, chemische producten en fabricaten. De Nederlandse export naar Turkije laat ten opzichte van 2005 een stijging van 8,7 procent zien en illustreert hiermee de bloeiende commerciële relaties tussen beide landen. De Nederlandse invoer uit Turkije was € 1,8 miljard in 2006 en omvatte diverse goederen, waaronder een omvangrijke invoer aan voedingsmiddelen.
Als exportland voor Turkije staat Nederland hiermee op de negende plaats, na de andere belangrijke importeurs van Turkse goederen, Verenigd Koninkrijk, Duitsland en Italië. Nederland is een van de grootste investeerders in Turkije, samen met Duitsland en het Verenigd Koninkrijk.
Turkije is een populaire vakantiebestemming onder de Nederlandse vakantiegangers. In 2009 brachten meer dan 1,1 miljoen Nederlandse toeristen een bezoek aan Turkije. Vanaf 2015 (vluchtelingencrisis, diverse aanslagen) en vooral 2016 (mislukte coup en een groot aantal aanslagen) is het aantal toeristen naar Turkije sterk gedaald.

## Cultuur
Turkije neemt als herkomstland maar ook als opkomende culturele “hub” in het Nederlandse Internationaal Cultuurbeleid (ICB) een belangrijke plaats in.
Nederland heeft een beleidsplan opgesteld om de culturele uitwisseling met de Mediterrane en Arabische wereld te intensiveren. Speciale aandacht wordt besteed aan de relaties met de herkomstlanden, waaronder Turkije. De SICA is in opdracht van het Ministerie van Buitenlandse Zaken en het Ministerie van Onderwijs, Cultuur en Wetenschap bezig met verkenningsmissies om te inventariseren in welke disciplines en in welke landen de komende jaren wederzijds zal worden geïnvesteerd.
Nederlandse instituten zoals SICA, stichting Kosmopolis, Pera, het NIHA (Ankara, 2006-2016), het Turkije Instituut (Den Haag/Leiden, 2007-2015) en het NIT (Istanboel, 1958-heden) dragen (of droegen) allen in hun missie mede bij aan culturele interactie tussen Nederland en Turkije en de bevordering van wederzijds begrip.